# Radioreglementet
Det internationella Radioreglementet (RR) är en bilaga till Telekonventionen.
Bland de viktigaste punkterna i Radioreglementet är den generella planen för frekvensanvändning för olika ändamål. Radiospektrum är en ändlig naturresurs, som kan både brukas och missbrukas. Lyckligtvis är denna, till skillnad från de flesta andra naturtillgångar, obegränsat återanvändbar.
För att kunna hantera denna uppgift har man delat in världen i 3 terrestra regioner:
- Region 1: I stort Europa plus Afrika
- Region 2: I stort Nordamerika och Sydamerika
- Region 3: Resten av världen, det vill säga i stort Asien, Australien och övärlden i Stilla Havet.

Med den nutida tekniska nivån räcker det inte att begränsa sig till detta. Därför har man gått vidare:
- Den inre rymden: ett i princip klotformat område mellan atmosfärens yttersta delar och utåt begränsat av månens bana.
- Den yttre rymden: Området mellan inre rymden och utåt till ett avstånd begränsat av planetsystemet kring solen. Eftersom man inte är riktigt överens om vad som ska räknas som den yttersta planeten är denna definition oprecis.
- Den fjärran rymden: Resten av Universum utanför yttre rymden.